# Earle Warren
Earle Warren (Springfield (Ohio), 1 juli 1914 – aldaar, 4 juni 1994) was een Amerikaanse jazzsaxofonist en -zanger.

## Biografie
Warren speelde piano, banjo en ukelele in de familieband, voordat hij wisselde naar de saxofoon. In 1933 zong hij met Art Tatum, speelde hij in het midden van de jaren 1930 met Marion Sears en leidde hij zijn eigen bigband in Cincinnati, voordat hij in 1937 bij Count Basie kwam, waarvan hij deel uitmaakte tot de tijdelijke ontbinding in 1949. Bij Basie leidde hij de saxofoons, maar werd slechts incidenteel ingezet voor solo's. In 1945 kreeg hij de gelegenheid om onder zijn eigen naam (Circus in Rhythm) op te nemen voor Savoy Records. Medewerkenden waren o.a. Harry Sweets Edison, Al Killian, Joe Newman, Dickie Wells, Jimmy Powell, Buddy Tate, Lester Young, Clyde Hart, Freddie Green en Jo Jones.
In 1949 speelde hij in bands met zijn trompetcollega Buck Clayton van de ontbonden Basieband. Tijdens de jaren 1950 werkte hij als freelance muzikant, als manager voor muzikanten als Johnny Otis en Eddie Heywood, als muzikaal leider van het Apollo Theater in New York en het Howard Theater in Washington D.C.. In 1957 verscheen hij opnieuw met een Basie Allstar Band in de tv-film The Sound of Jazz en nam hij deel aan de Europese tournee van Buck Clayton in 1959. Aan het einde van het decennium veranderde hij van onderwerp. Hij regisseerde bands voor rockproducent Allan Freed, managde James Brown en The Platters en leidde de begeleidingsband van Diana Ross. Hij trad in 1961 op tijdens het Newport Jazz Festival en begeleidde Lena Horne. Van 1973 tot 1992 leidde hij The Counts Men met Dicky Wells en Claude Hopkins. Hij verscheen ook in de film Born to Swing (1973) van John Jeremy over de Count Basie-band uit de jaren 1940. Warren was betrokken bij opnamen van Buck Clayton, Sir Charles Thompson, Milt Buckner en Lester Young.

## Overlijden
Earle Warren overleed in juni 1994 op 79-jarige leeftijd.